# 준거성
준거성(準巨星, subgiant)은 같은 분광형을 가진 주계열성보다 밝지만 거성에 비하여 밝기가 약한 상태를 일컫는 말이다. 이들은 중심핵에 있는 수소를 거의 다 태우거나 다 태운 상태로 보인다. 태양질량 정도의 항성의 경우 수소가 소진되면 중심핵이 수축되며, 이로 인해 중심핵의 온도가 높아져서 핵융합 반응 장소가 핵 바깥쪽으로 이동하게 된다. 이 과정이 심화되면서 거성으로 진화하게 된다. 프로키온 A와 같이 준거성 상태에 갓 진입한 항성의 경우 반경과 밝기가 주계열성일 때에 비하여 증가한 상태이다. 그러나 아직 확연하게 표면온도가 내려가거나 색이 변한 상태는 아니다. 조금 더 거성으로 접근할수록 표면온도와 색의 확연한 변화가 일어난다. 구상성단의 준거성들을 헤르츠스프룽-러셀 도표에 의하여 분석하면 주계열성일 때에 비하여 밝기에 큰 변화는 일어나지 않는다.
여키스 항성분류법에 따르면 준거성의 광도분류는 IV형이다.

## 대표적인 준거성
- B형 준거성: 드슈바
- A형 준거성: 멘칼리난
- F형 준거성: 프로키온
- G형 준거성: 테이블산자리 파이
- K형 준거성:

참고. 태양은 미래의 G~K형준거성으로 된다.

## 같이 보기
- 극대거성
- 초거성
- 거성
- 주계열성
- 백색왜성